# Unser Planet (Fernsehserie)
Unser Planet (Originaltitel: Our Planet) ist eine britische Naturdokumentation, die für Netflix produziert wurde. Die Serie wird im englischen Original von David Attenborough und in der deutschen Fassung von Christian Brückner kommentiert. Produziert wurde sie von Silverback Films unter der Leitung von Alastair Fothergill und Keith Scholey, die auch an den BBC-Dokumentationsreihen Planet Erde, Eisige Welten und Unser blauer Planet, in Zusammenarbeit mit dem World Wildlife Fund (WWF), beteiligt waren.
Die Serie befasst sich mit dem Naturschutz und zeigt unterschiedliche Tiere in ihren jeweiligen Heimatregionen. Sie ist die erste Naturdokumentation, die Netflix produziert hat. Alle Folgen wurden weltweit am 5. April 2019 veröffentlicht. Nach Angaben von Netflix haben 25 Millionen Haushalte die Serie im ersten Monat ihrer Veröffentlichung gesehen.

## Produktion
Am 15. April 2015 wurde bekannt gegeben, dass das Team hinter der BBC-Naturserie Planet Erde eine achtteilige Natur-Doku-Serie für Netflix produzieren wird, die 2019 veröffentlicht werden soll. Die Produktion hat vier Jahre gedauert und es wurde in 50 Ländern gedreht. Über 600 Besatzungsmitglieder nahmen an der Produktion teil. Die Serie konzentriert sich auf die Vielfalt der Lebensräume auf der ganzen Welt, einschließlich der arktischen Wildnis, der Tiefsee, der weiten Landschaften Afrikas und der vielfältigen Dschungel Südamerikas.
Im November 2018 wurde David Attenborough als Erzähler angekündigt. Das Veröffentlichungsdatum vom 5. April 2019 wurde ebenfalls bekannt gegeben.
Am 14. Juni 2023 erschien die zweite Staffel mit insgesamt vier Episoden.

## Werbemaßnahmen
Die Premiere der Serie fand am 4. April 2019 im Londoner Natural History Museum statt. Zu den Gästen der Premiere gehörten Prinz Charles und seine beiden Söhne Prince William und Prince Harry, Charlie Brooker, David Beckham und sein Sohn Brooklyn Beckham, Ellie Goulding sowie der Seriensprecher David Attenborough, die an der Veranstaltung teilgenommen haben, um die Unterstützung für Maßnahmen gegen den Klimawandel zu unterstreichen.
Im Rahmen seiner Rede sagte Prinz Charles, er hoffe, dass Unser Planet „hunderte von Millionen Menschen auf der ganzen Welt darüber aufklären würde, welche Maßnahmen erforderlich sind“, während David hofft, dass die Menschen „verantwortungsbewusste, vorsichtige Bewohner sein würden, welche unsere und die Heimat für alle Kreaturen beschützen und wertschätzen“.
Der erste Teaser-Trailer zu Unser Planet wurde am 8. November 2018 veröffentlicht. Drei Monate später, am 4. Februar 2019, wurde der zweite Teaser-Trailer veröffentlicht. Am 19. März 2019 wurde der offizielle Trailer für die Dokumentation veröffentlicht.

## Episodenliste

### Staffel 1
| Nr. (ges.) | Nr. (St.) | Deutscher Titel     | Originaltitel              | Erstveröffentlichung UK | Deutschsprachige Erstveröffentlichung (D/A/CH) | Produzent      |
| ---------- | --------- | ------------------- | -------------------------- | ----------------------- | ---------------------------------------------- | -------------- |
| 1          | 1         | Ein Planet          | One Planet                 | 5. Apr. 2019            | 5. Apr. 2019                                   | Adam Chapman   |
| 2          | 2         | Eiswelten           | Frozen Worlds              | 5. Apr. 2019            | 5. Apr. 2019                                   | Sophie Lanfear |
| 3          | 3         | Dschungel           | Jungles                    | 5. Apr. 2019            | 5. Apr. 2019                                   | Huw Cordey     |
| 4          | 4         | Küstenmeere         | Coastal Seas               | 5. Apr. 2019            | 5. Apr. 2019                                   | Hugh Pearson   |
| 5          | 5         | Wüsten und Grasland | From Deserts to Grasslands | 5. Apr. 2019            | 5. Apr. 2019                                   | Adam Chapman   |
| 6          | 6         | Die Hochsee         | The High Seas              | 5. Apr. 2019            | 5. Apr. 2019                                   | Hugh Pearson   |
| 7          | 7         | Süßwasser           | Fresh Water                | 5. Apr. 2019            | 5. Apr. 2019                                   | Mandi Stark    |
| 8          | 8         | Wälder              | Forests                    | 5. Apr. 2019            | 5. Apr. 2019                                   | Jeff Wilson    |

### Staffel 2
| Nr. (ges.) | Nr. (St.) | Deutscher Titel        | Originaltitel       | Erstveröffentlichung UK | Deutschsprachige Erstveröffentlichung (D/A/CH) | Produzent |
| ---------- | --------- | ---------------------- | ------------------- | ----------------------- | ---------------------------------------------- | --------- |
| 9          | 1         | Eine Welt in Bewegung  | World on the Move   | 14. Juni 2023           | 14. Juni 2023                                  | –         |
| 10         | 2         | Auf der Spur der Sonne | Following the Sun   | 14. Juni 2023           | 14. Juni 2023                                  | –         |
| 11         | 3         | Die nächste Generation | The Next Generation | 14. Juni 2023           | 14. Juni 2023                                  | –         |
| 12         | 4         | Bewegungsfreiheit      | Freedom to Roam     | 14. Juni 2023           | 14. Juni 2023                                  | –         |

Es ist außerdem eine einstündige Bonus-Episode mit dem Titel „Unser Planet – Hinter den Kulissen“ verfügbar.